# Růžena Wisteinová
Růžena Wisteinová (rozená Roza Řehořová, anglicky Rosine Wistein) (7. dubna 1867 Hluboká nad Vltavou – 23. února 1937 Cedar Rapids) byla česko-americká lékařka, aktivistka, spolková činovnice, sufražetka a feministka, členka americké sekce tzv. Prvního československého odboje. Stala se jednou z prvních žen českého původu absolvujících ve Spojených státech medicínu a posléze prostřednictvím svých přednášek v USA i v Rakousku-Uhersku působila též v oboru zdravotnické osvěty a také ve prospěch myšlenek ženské rovnoprávnosti a emancipace.

## Život

### Mládí
Narodila se 7. dubna v Hluboké nad Vltavou v jižních Čechách v rodině Felixe Řehoře a jeho manželky Františky roz. Klufové jako Roza Řehořová. Její křest do církve římsko-katolické proběhl o den později. Rodina Řehořova se po jejím narození přestěhovala do USA a usadila se v české komunitě v okolí států Iowa a Illinois. Tam Růžena začala užívat anglickou podobu svého křestního jména, Rosine.

### Pedagogické působení

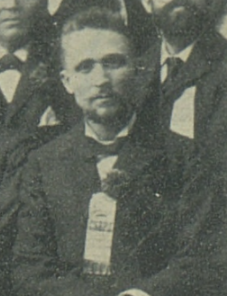
Josef L. Wistein, manžel Růženy Wisteinové

Po nabytí základního a středního vzdělání se v mladém věku provdala za česko-amerického lékaře Josefa L. Wisteina působícího v české komunitě v Chicagu, kam se novomanželé přestěhovali. Ten ji patrně podporoval v rozhodnutí pokusit se složit roku 1900 přijímací zkoušky ke studiu medicíny na University of Illinois v Chicagu. Růžena Wisteinová byla ke studiu přijata, údajně jako jediná uchazečka česko-amerického původu. Studium dokončila roku 1904, pak začala působit jako praktická lékařka. Vykonávala rovněž pedagogickou univerzitní praxi a stala se tak možná první Češkou, která začala pedagodicky působit na univerzitě - v českých zemích v područí Rakouska-Uherska se ve stejné době ženy zasazovaly o samotnou možnost řádného univerzitního studia.
Po dobu své kariéry se mimo lékařské a pedagogické praxe zabývala osvětovou zdravotnickou činností v otázkách hygieny a zdravotní péče. S přednáškami objížděla různá místa po USA, především pak přednášela pro české a slovenské krajany. Navštívila také Rakousko-Uhersko: zúčastnila se sjezdu lékařů v Budapešti, kde přednesla příspěvek upozorňující na špatnou zdravotnickou situaci slovenského obyvatelstva v Horních Uhrách. Podnikla také několik přednášek v Čechách o tématech zdravotnictví a feminismu, mj. na Kladně. Při pobytu a přednáškách Tomáše Garrigue Masaryka v USA se s ním a jeho ženou Charlottou seznámila a navázala s nimi osobní přátelství. S Charlottou Garrigue Masarykovou vedla též osobní korespondenci. Činná byla rovněž ve svobodomyslném hnutí.

### První československý odboj
Byla mimořádně činnorodá ve společenském prostředí české komunity v USA a po začátku první světové války se přidala též k činnosti zasazující se o vznik samostatného československého státu. Pořádala osvětové přednášky týkající se slovanství a historie česko-americké komunity po celých Spojených státech, např. v New Yorku, Clevelandu a dalších městech. Po roce 1914 se svým vystupováním či novinovými příspěvky do česky psaných česko-amerických periodik angažovala v podpoře aktivit exilové skupiny Tomáše Garrigue Masaryka, Edvarda Beneše a Milana Rastislava Štefánika, zasazující se o vyhlášení samostatné ČSR.

### Po roce 1918
V dalších letech byla pak nadále činná v americko-československých kontaktech. Později byla uváděna jako praktická lékařka v Cedar Rapids v Iowě. Navštívila také Československo a udržovala kontakt s Olgou Stránskou-Absolonovou, vnučkou archeologa Karla Absolona.

### Úmrtí
Růžena Wisteinová zemřela 23. února 1937 v Cedar Rapids ve věku nedožitých 70 let.